# Franz Erwein von Schönborn-Wiesentheid
Franz Erwein von Schönborn-Wiesentheid (Magonza, 7 aprile 1776 – Francoforte sul Meno, 15 dicembre 1840) è stato un nobile, politico e collezionista d'arte tedesco.

## Biografia
I suoi genitori erano Hugo Damian Erwein von Schönborn-Wiesentheid (1738–1817), ciambellano e membro del consiglio dell'elettorato di Magonza per la città di Aschaffenburg, e sua moglie Maria Anna von Stadion zu Thannhausen und Warthausen (1746–1817). Dal 1792 in poi studiò a Jura ed all'Università di Würzburg.
Nel 1806 la contea di Wiesentheid era passata al regno di Baviera come parte della mediatizzazione del Sacro Romano Impero e pertanto, Franz Erwein von Schönborn, perse il governo diretto sui territorio della propria famiglia e decise di trasferirsi a Monaco di Baviera, pur continuando ad amministrare a distanza le tenute viticole che la sua famiglia possedeva presso diverse aree del Rheingau. Nel 1812 incontrò il principe ereditario Ludovico di Baviera che gli concesse il grado di maggiore generale dell'esercito bavarese e gli chiese di cooperare al governo. Parallelamente Franz Erwein iniziò ad interessarsi al collezionismo di opere d'arte, entrando in contatto coi principali artisti bavaresi dell'epoca.
Alla morte di sua moglie nel 1813, von Schönborn si trasferì al castello di Gaibach, continuando l'opera di ricostruzione della struttura intrapresa nel 1800 e terminata solo nel 1830. Vi aggiunse inoltre un parco all'inglese e vi fece costruire la Colonna della Costituzione, disegnata da un suo amico Leo von Klenze, per commemorare la concessione della costituzione da parte di re Massimiliano I Giuseppe di Baviera. Nel 1828 completò inoltre la Sala della Costituzione nel castello, dipinta su disegno di von Klenze da Carl Heinrich Hermann e da Jakob Götzenberger, due allievi del celebre pittore Peter von Cornelius.
Consigliere di stato in Baviera, von Schönborn divenne membro del consiglio imperiale nel 1819 e vi rimase sino alla propria morte. Fu per brevi periodi vicepresidente del consiglio privato dell'imperatore e con questo ruolo rappresentò ad esempio il consiglio al funerale di Anton Eggstein, primo membro del parlamento bavarese a morire in carica, nel 1819. Schönborn venne inoltre nominato membro ereditario della Camera Alta del parlamento bavarese sulla base dell'Editto Ducale di Nasau del 29 ottobre 1831. Risultò eletto dal 1832 al 1837.

## Matrimonio e figli
Nel 1802, a Glückstadt, Franz Erwein von Schönborn-Wiesentheid sposò la contessa Fernandina von Westphalen zu Fürstenberg, di Hildesheim (1781-1813), figlia dell'ambasciatore imperiale Clemens August von Westphalen zu Fürstenberg. La coppia ebbe insieme i seguenti figli:
- Maria (1809-1856), sposò il 15 gennaio 1840 il conte Maximilian von Loë (1801-1850)
- Klemens August Emmerich (1810-1877), sposò il 20 ottobre 1838 a Vienna la contessa Maria Irene Batthyány (1811-1891)

## Antenati
|                                              |                            |                                                       | Genitori                                          |  |  | Nonni |  |  | Bisnonni                          |  |  | Trisnonni                                 |  |
|                                              |                            |                                                       |                                                   |  |  |       |  |  | Rudolf Franz Erwein von Schönborn |  |  | Melchior Friedrich von Schönborn-Buchheim |  |
|                                              |                            |                                                       |                                                   |  |  |       |  |  | Rudolf Franz Erwein von Schönborn |  |  | Melchior Friedrich von Schönborn-Buchheim |  |
|                                              |                            | Maria Anna Sophia Johanna von Boineburg und Lengsfeld |                                                   |  |  |       |  |  | Rudolf Franz Erwein von Schönborn |  |  |                                           |  |
| Joseph Franz von Schönborn-Wiesentheid       |                            |                                                       |                                                   |  |  |       |  |  | Rudolf Franz Erwein von Schönborn |  |  |                                           |  |
|                                              |                            | Maria Eleonore von Hatzfeld-Wildenburg                | Heinrich von Hatzfeldt                            |  |  |       |  |  |                                   |  |  |                                           |  |
|                                              |                            | Maria Eleonore von Hatzfeld-Wildenburg                | Heinrich von Hatzfeldt                            |  |  |       |  |  |                                   |  |  |                                           |  |
|                                              |                            | Maria Eleonore von Hatzfeld-Wildenburg                | Catharina Elisabeth von Schönborn                 |  |  |       |  |  |                                   |  |  |                                           |  |
| Hugo Damian Erwein von Schönborn-Wiesentheid |                            | Maria Eleonore von Hatzfeld-Wildenburg                |                                                   |  |  |       |  |  |                                   |  |  |                                           |  |
|                                              |                            | Ferdinand Adolf von Plettenberg                       | Johann Adolf von Plettenberg                      |  |  |       |  |  |                                   |  |  |                                           |  |
|                                              |                            | Ferdinand Adolf von Plettenberg                       | Johann Adolf von Plettenberg                      |  |  |       |  |  |                                   |  |  |                                           |  |
|                                              |                            | Ferdinand Adolf von Plettenberg                       | Maria Theresia Gudula Wolff-Metternich zur Gracht |  |  |       |  |  |                                   |  |  |                                           |  |
| Bernhardine von Plettenberg                  |                            | Ferdinand Adolf von Plettenberg                       |                                                   |  |  |       |  |  |                                   |  |  |                                           |  |
|                                              |                            | Bernhardine Alexandra Felizitas von Westerholt        | Dietrich Konrad Adolf von Westerholt              |  |  |       |  |  |                                   |  |  |                                           |  |
|                                              |                            | Bernhardine Alexandra Felizitas von Westerholt        | Dietrich Konrad Adolf von Westerholt              |  |  |       |  |  |                                   |  |  |                                           |  |
|                                              |                            | Bernhardine Alexandra Felizitas von Westerholt        | Maria Anna Theodora Waldbott von Bassenheim       |  |  |       |  |  |                                   |  |  |                                           |  |
| Franz Erwein von Schönborn-Wiesentheid       |                            | Bernhardine Alexandra Felizitas von Westerholt        |                                                   |  |  |       |  |  |                                   |  |  |                                           |  |
|                                              | Johann Philipp von Stadion | Johann Christoph von Stadion                          |                                                   |  |  |       |  |  |                                   |  |  |                                           |  |
|                                              | Johann Philipp von Stadion | Johann Christoph von Stadion                          |                                                   |  |  |       |  |  |                                   |  |  |                                           |  |
|                                              | Johann Philipp von Stadion | Maria Magdalena von Ostein                            |                                                   |  |  |       |  |  |                                   |  |  |                                           |  |
| Johann Hugo Philipp von Stadion              | Johann Philipp von Stadion |                                                       |                                                   |  |  |       |  |  |                                   |  |  |                                           |  |
|                                              |                            | Maria Anna Wambolt von Umstadt                        | Friedrich Heinrich Wambolt von Umstadt            |  |  |       |  |  |                                   |  |  |                                           |  |
|                                              |                            | Maria Anna Wambolt von Umstadt                        | Friedrich Heinrich Wambolt von Umstadt            |  |  |       |  |  |                                   |  |  |                                           |  |
|                                              |                            | Maria Anna Wambolt von Umstadt                        | Eva Maria von Hoheneck                            |  |  |       |  |  |                                   |  |  |                                           |  |
| Maria Anna von Stadion                       |                            | Maria Anna Wambolt von Umstadt                        |                                                   |  |  |       |  |  |                                   |  |  |                                           |  |
|                                              |                            | Lothar Schenk von Stauffenberg                        | Johann Werner Schenk von Stauffenberg             |  |  |       |  |  |                                   |  |  |                                           |  |
|                                              |                            | Lothar Schenk von Stauffenberg                        | Johann Werner Schenk von Stauffenberg             |  |  |       |  |  |                                   |  |  |                                           |  |
|                                              |                            | Lothar Schenk von Stauffenberg                        | Marie Sophie Elisabeth von Rosenbach              |  |  |       |  |  |                                   |  |  |                                           |  |
| Anna Maria Thekla Schenk von Stauffenberg    |                            | Lothar Schenk von Stauffenberg                        |                                                   |  |  |       |  |  |                                   |  |  |                                           |  |
|                                              |                            | Anna Maria von Reinach-Hirtzbach                      | Franz Joseph Hartmann von Reinach-Hirtzbach       |  |  |       |  |  |                                   |  |  |                                           |  |
|                                              |                            | Anna Maria von Reinach-Hirtzbach                      | Franz Joseph Hartmann von Reinach-Hirtzbach       |  |  |       |  |  |                                   |  |  |                                           |  |
|                                              |                            | Anna Maria von Reinach-Hirtzbach                      | Maria Anna von Sickingen-Hohenburg                |  |  |       |  |  |                                   |  |  |                                           |  |
|                                              |                            | Anna Maria von Reinach-Hirtzbach                      |                                                   |  |  |       |  |  |                                   |  |  |                                           |  |